# Jinka
Jinka är en ort i Etiopien.   Den ligger i regionen Southern Nations, i den sydvästra delen av landet, 400 km sydväst om huvudstaden Addis Abeba. Jinka ligger 1 430 meter över havet och antalet invånare är 32 115.